# Cascata Piscina Irgas
La cascata di Piscina Irgas è situata nel comune sardo di Villacidro, nella provincia del Sud Sardegna. Si trova quasi al confine con il territorio di Domusnovas, circondata da vette che raggiungono anche i 700 m d'altezza circa. Rappresenta una delle cascate più famose presenti nel territorio comunale di Villacidro assieme a quella di Sa Spendula e di Muru Mannu (o grande muro) in sardo.

## Geografia fisica

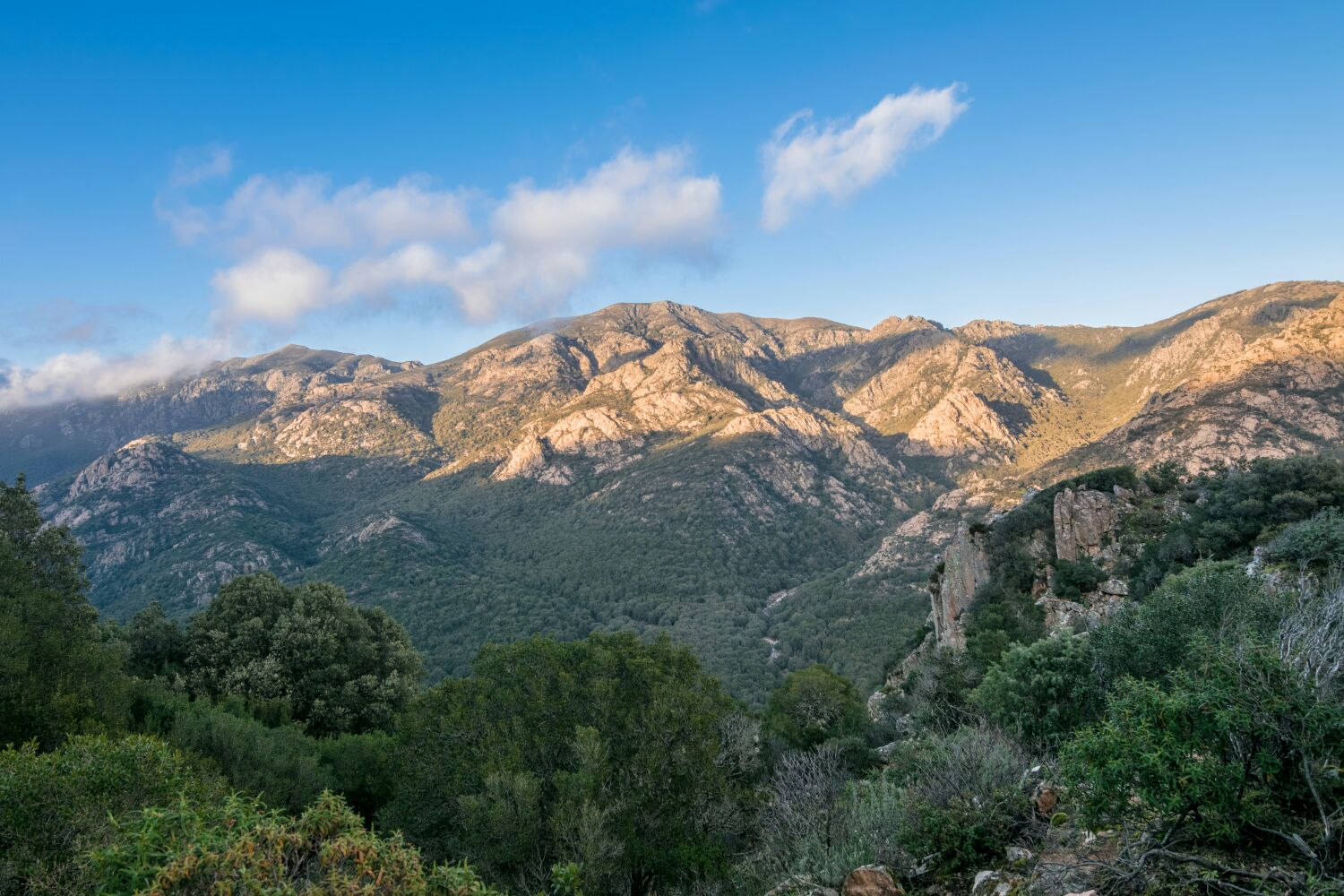
Veduta in lontananza del Monte Linas da Punta Piscina Irgas

La cascata ha un salto di circa 45 m e nasce da un orrido del monte Piscina Irgas che attraversa tutto l’altopiano di Oridda e che, scorrendo scende per tutta la vallata fino a confluire con il Rio Leni. Con il suo getto, visibile prettamente nella stagione invernale, dopo piogge copiose e abbondanti, crea una serie di vasche d'acqua naturali lungo quasi tutto il percorso del fiume Oridda.
Il modo più semplice per raggiungere la cascata è attraverso il sentiero escursionistico CAI numero 113, una volta che si raggiunge la montagna Monti Mannu. Da lì il sentiero, che attraversa il Rio Cannisoni, si inoltra in una fitta lecceta. Lungo il cammino vi sono dei dislivelli continui con passaggi molto stretti e una fitta vegetazione, che permettono di raggiungere la cascata in circa 2 ore di camminata. Dalla Punta Piscina Irgas è possibile vedere in primis Punta Màgusu (più correttamente Punta Cucuerris, detta anche Punta Cannisoni, con un'altezza di 1000 m) e in lontananza il Monte Linas, la montagna più alta di tutto il Campidano. 

### Flora
Le montagne che la circondano creano una barriera naturale fatta di roccia granitica, la roccia che domina quasi tutta l'area montuosa circostante.
Il sito è immerso nella macchia mediterranea composta soprattutto di lecci, corbezzoli, eriche, ginepri, cisto, querce da sughero e oleandri. Sono presenti anche muschi e licheni prevalentemente nel sottobosco e lungo i corsi d'acqua.

### Fauna
In tutta l'area montuosa è possibile incontrare cervi, cinghiali e nelle aree più impervie e più elevate i mufloni.

## Galleria d'immagini

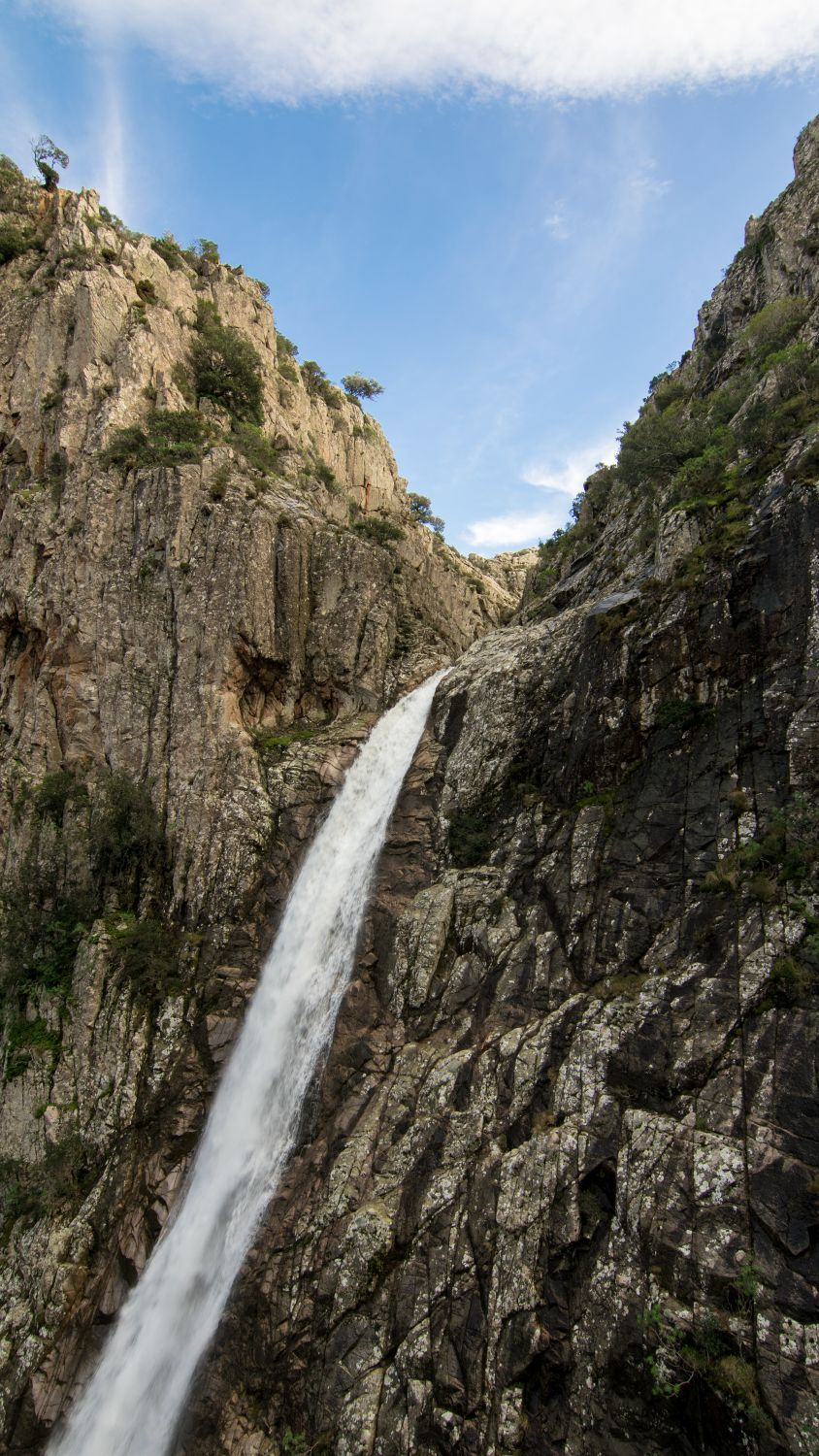
La cascata
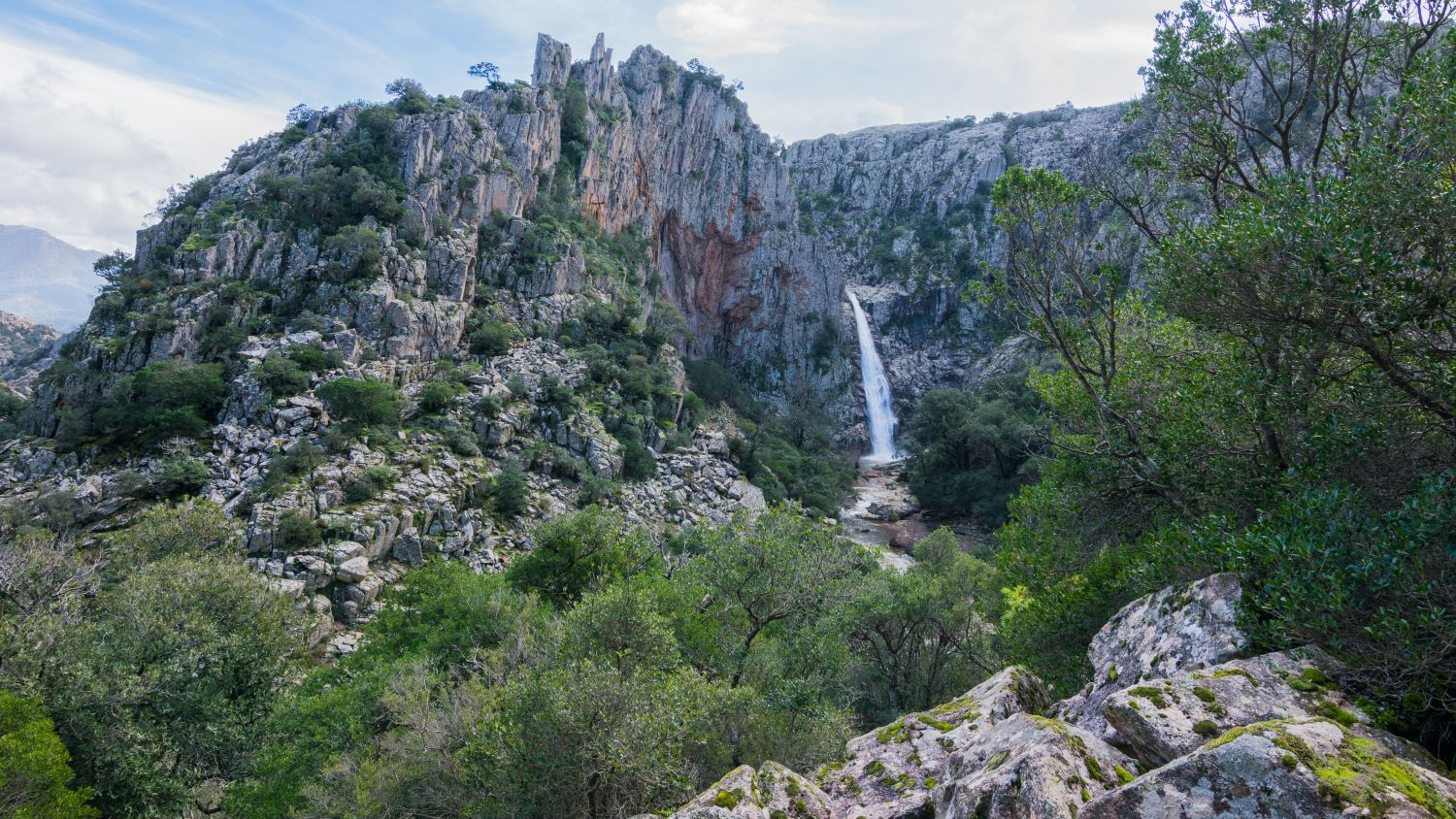
Piscina Irgas immersa nella natura
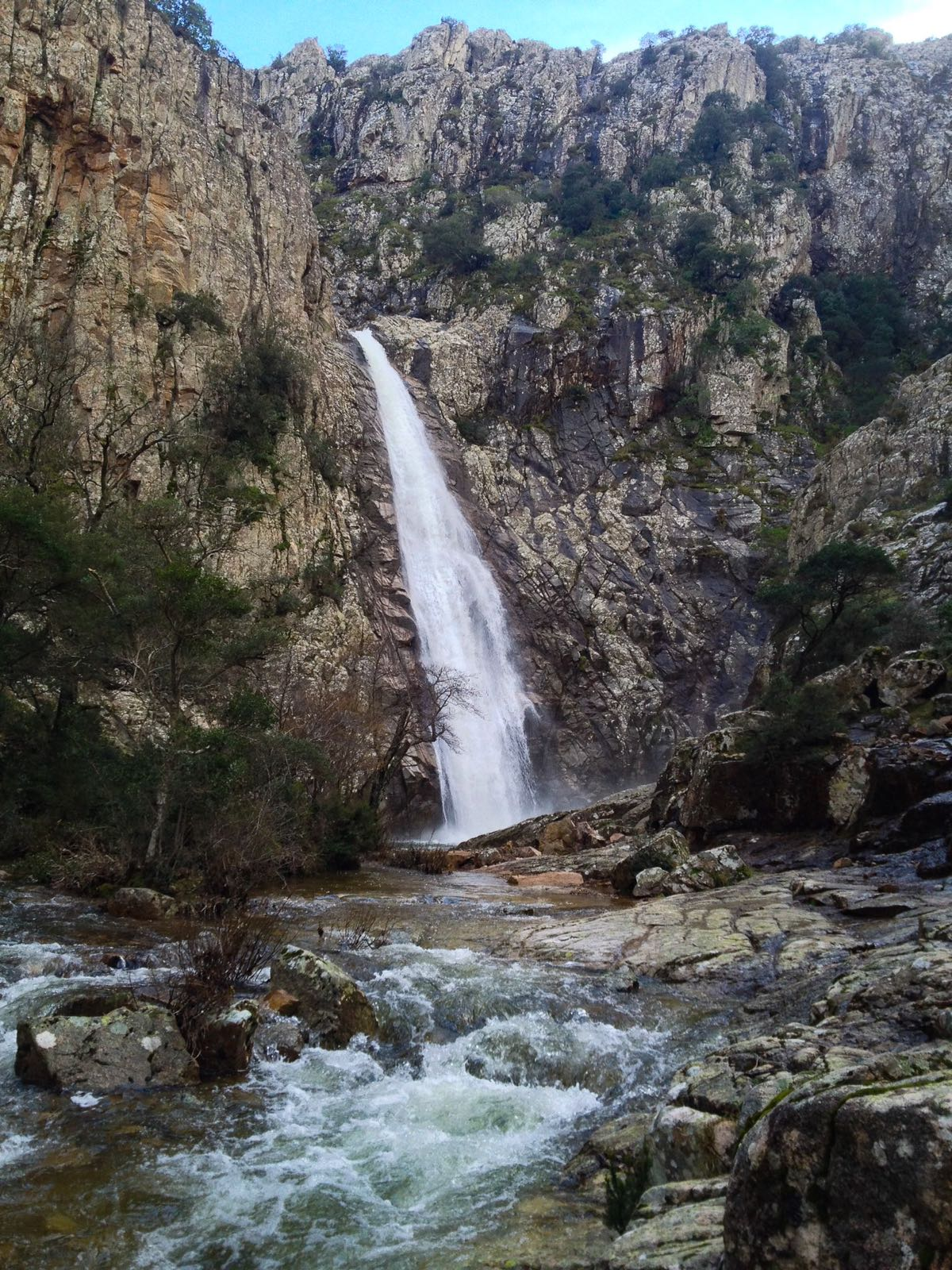
Il corso d'acqua generato dalla cascata Piscina Irgas